# Staré Ždánice
Staré Ždánice jsou obec v okrese Pardubice v Pardubickém kraji. Žije zde 751 obyvatel.

## Historie
Ždánice byly rodným sídlem vladyků ze Ždánic. Tito vladykové zde žili na nevelké tvrzi, ze které se dochovaly jen terénní náznaky na okraji vsi. Nejstarším z tohoto rodu byl Vaněk ze Ždánic, který roku 1339 prodal obec s kostelem Hroznatovi, opatovi opatovického kláštera. Ždánický kostel svatého Václava je od roku 1358 uváděn jako farní. Klášteru patřily Ždánice až do jeho zničení Husity. Po husitských válkách bylo držení vsi zapsáno Diviši Bořkovi z Miletínka, pánovi na Kunětické hoře. Později byla obec v majetku různých drobných šlechticů, jež si i často volili Ždánice za svůj přídomek. Mezi nejvýznamnější patří královéhradecký měšťan Havel ze Ždánic, Jan ze Ždánic, který podepsal protest proti upálení Jana Husa roku 1415 a Jiří Vániš Ždánický, pardubický hejtman v roce 1540. Začátkem 16. století se ves dostala do majetku Viléma z Pernštejna, který ji začlenil do svého pardubického panství, které čítalo šest městeček a na sto padesát vesnic. Po jeho smrti Ždánice a celé panství zdědil Vojtěch z Pernštejna, nejvyšší zemský hofmistr království českého, který panství ještě zvelebil. Vybudován byl opatovický kanál, který Ždánicemi protéká a postaven ždánický panský mlýn. Následně se ještě v držení panství vystřídali Jan a posléze Jaroslav. Jaroslav, poslední majitel z rodu Pernštejnů, panství zadlužil a nakonec jej prodal českému králi Ferdinandovi I. Od roku 1560 tak Ždánice a celé pardubické panství patří české královské komoře v Praze.
Ve druhé polovině 17. století byla obec postižena bídou a drancováním během třicetileté války. Roku 1680 navštívil své panství císař Leopold I. a v Pardubicích podepsal robotní patent zmírňující robotní povinnosti svých poddaných. V 18. století byly vlivem postupující germanizace zakládány nové kolonizační vesnice, jednou z nich jsou i Nové Ždánice, které se však ve 20. století spojily se Starými Ždánicemi v jednu obec. Došlo také k částečné parcelaci panských dvorů a v roce 1781 ke zrušení roboty císařem Josefem II. Ždánice rovněž fungovaly jako samostatný panský dvůr. Revolučním rokem 1848 byl způsoben hluboký zásah do existence panství, které tak po čtvrt tisíciletí v majetku české komory přešlo roku 1856 do držení rakouské národní banky. V roce 1860 přišel do Ždánic mlynářský rod Prokešů, který na spáleništi starého mlýna postavil nový a největší mlýn opatovického kanálu. V obci si roku 1877 postavili Prokešovi reprezentativní vilu. V roce 1863 koupil pardubický velkostatek v dražbě rakouský úvěrní ústav. Ten postupně rozprodal několik vesnic a pozemků různým zájemcům. Zbytek velkostatku, kam Ždánice stále patřily, koupil v roce 1881 vídeňský průmyslník, Richard baron Drasche z Wartinberga. Hasičský sbor byl založen roku 1882, Občanská záložna roku 1893 a poštovní úřad roku 1908. Po zrušení monarchie byla při pozemkové reformě v roce 1920 baronu Draschemu většina majetku zabrána a Ždánice se staly samostatným statkem a pozemky připadly obci a rozprodávány byly soukromým osobám. Postupně byla zakládána různá družstva, ve Ždánicích například lihovarské, která do svého majetku přebírala majetek bývalého pardubického velkostatku. Významnou osobností meziválečného období, byl ve Ždánicích, rolník a tehdejší poslanec Jindřich Žilka, zastřelený nacisty roku 1942.
V době vlády KSČ a kolektivizace, kdy byl znárodňován majetek sedlákům a statkářům, z obce postupně zmizely statky a hospodářská stavení. Přesto si obec zachovala několik zemědělských stavení a osobitý rolnický ráz.

## Obyvatelstvo
| Rok            | 1869 | 1880 | 1890 | 1900 | 1910 | 1921 | 1930 | 1950 | 1961 | 1970 | 1980 | 1991 | 2001 | 2011 | 2021 |
| -------------- | ---- | ---- | ---- | ---- | ---- | ---- | ---- | ---- | ---- | ---- | ---- | ---- | ---- | ---- | ---- |
| Počet obyvatel | 804  | 913  | 947  | 846  | 805  | 740  | 734  | 647  | 666  | 622  | 635  | 583  | 583  | 673  | 648  |
| Počet domů     | 88   | 101  | 103  | 109  | 116  | 115  | 135  | 144  | 144  | 150  | 162  | 185  | 188  | 204  | 212  |

## Obecní správa
Od 30. dubna 1976 do 23. listopadu 1990 k obci patřily Podůlšany.

### Obecní symboly
Znak obce je historický, vlajka byla obci udělena rozhodnutím předsedy Poslanecké sněmovny Parlamentu České republiky dne 25. listopadu 2003.

## Pamětihodnosti

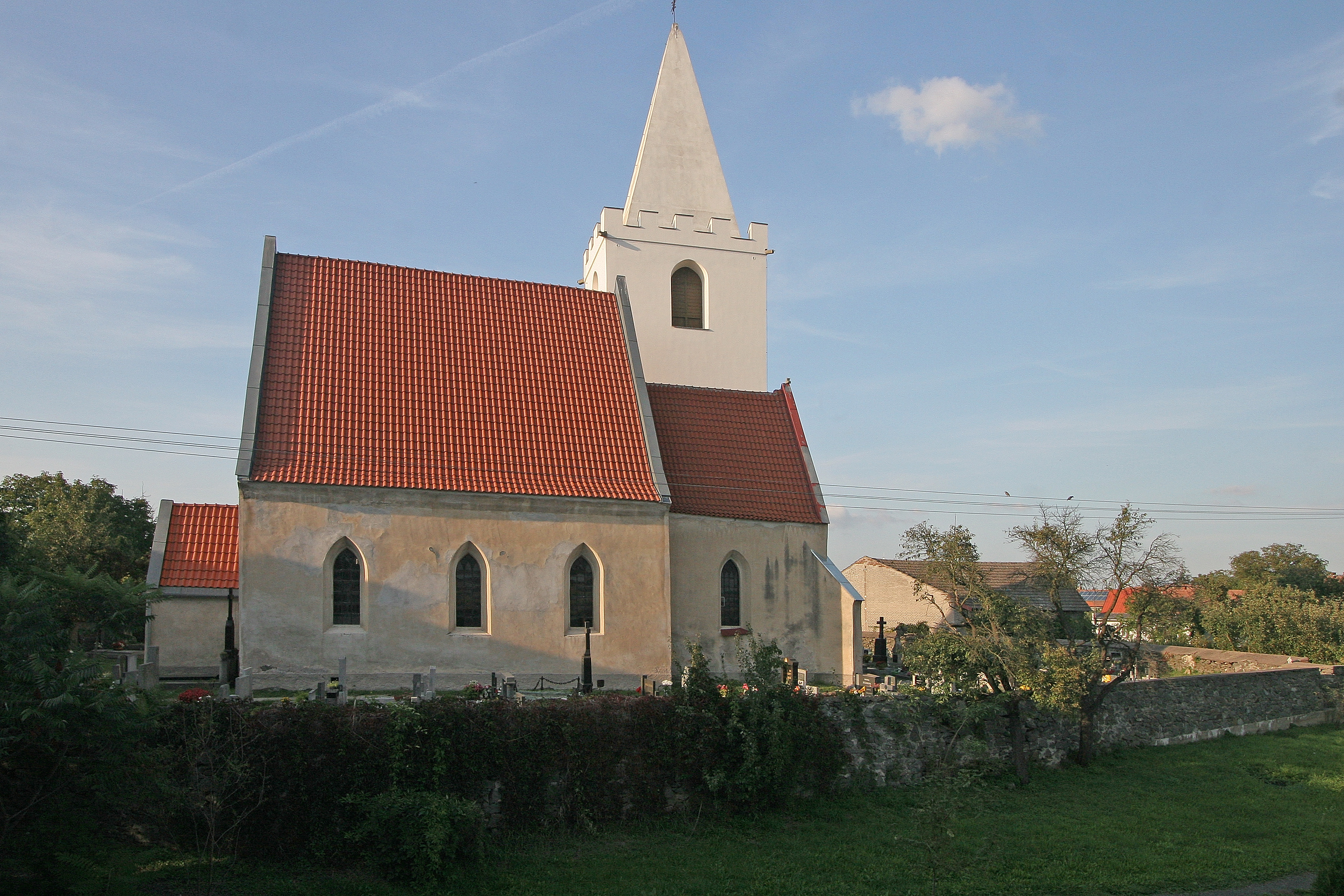
Gotický kostel svatého Václava

### Kostel svatého Václava
Kostel svatého Václava byl postaven roku 1339. Stojí na místě původního románského dřevěného kostelíku. Během času byl několikrát stavebně upravován a opravován. Větší přestavba kostela proběhla v 1. polovině 16. století, další raně barokní v 1. polovině 17. století. Menší opravy pak v 19. a počátkem 20. století. Kostel je dominantní svou hranolovou věží zakončenou cimbuřím a kamenným jehlanem.

### Ždánický mlýn
Ždánický mlýn byl zbudován hned po výstavbě opatovického kanálu, pravděpodobně roku 1515, a to jako mlýn panský. Mlýn v roce 1548 převzal do dědičného nájmu první známý mlynář Matouš Střebský a po něm jeho další příbuzní. V roce 1560 byl mlýn prodán vdovou Martou svému zeťovi Jakubovi, po něm jej v roce 1607 zdědil syn Jiří. V roce 1638 patřil mlýn mlynářce Anně Vilemovské, ke které se přiženil Adam Kohout. Byl zbořen Švédy během třicetileté války. V roce 1656 mlýn vyhořel. Vypálený jej koupil majitel pardubického panství. Další zmínka je až z roku 1733, kdy jej koupil Václav Chudoba. Z této doby pochází i socha sv. Nepomuka, která byla zbudována na náklady mlynáře Chudoby a stojí naproti bývalému mlýnu. Roku 1763 koupil mlýn v dražbě Tomáš Roudný. Následně jej koupil Josef Roudný za 6000 zlatých a v roce 1796 Josef Dostál za 18000 zlatých. Ten jej v roce 1802 prodal svému synovi Františkovi Dostálovi za 22 800 zlatých. Ten jej roku 1810 prodal Janu a Kateřině Morávkovým. Mlýn opět v roce 1860 do základů vyhořel a spáleniště koupil mlynář Václav Prokeš, který vybudoval mlýn nový, již cihlový s pěti koly a obytnými budovami, jako největší mlýn na opatovickém kanálu. Mlýn pak provozoval jeho rod po několik generací. V roce 1890 přešel mlýn na jeho syna Josefa. Roku 1912 mlýn opět vyhořel, byl proto přestavěn a zmodernizován. V roce 1923 vyhořely provozní budovy mlýna. Roku 1935 jej převzal vnuk Jaroslav Prokeš. Během druhé světové války sloužil mlýn širokému okolí a k obživě obyvatelstva. V roce 1954 byl mlýn zrušen a zabaven státními statky. Rodina Prokešových byla vyhnána během jednoho dne. V roce 1957 objekty mlýna a pozemky převzalo místní JZD, které je v roce 1974 opustilo, a mlýn už jen chátral. Roku 1979 byl zcela zdevastovaný mlýn rozbořen buldozery. Plocha po mlýnu byla srovnána se zemí, vybetonována a vybudována zde byla skládka řepy.

### Mlynářská vila

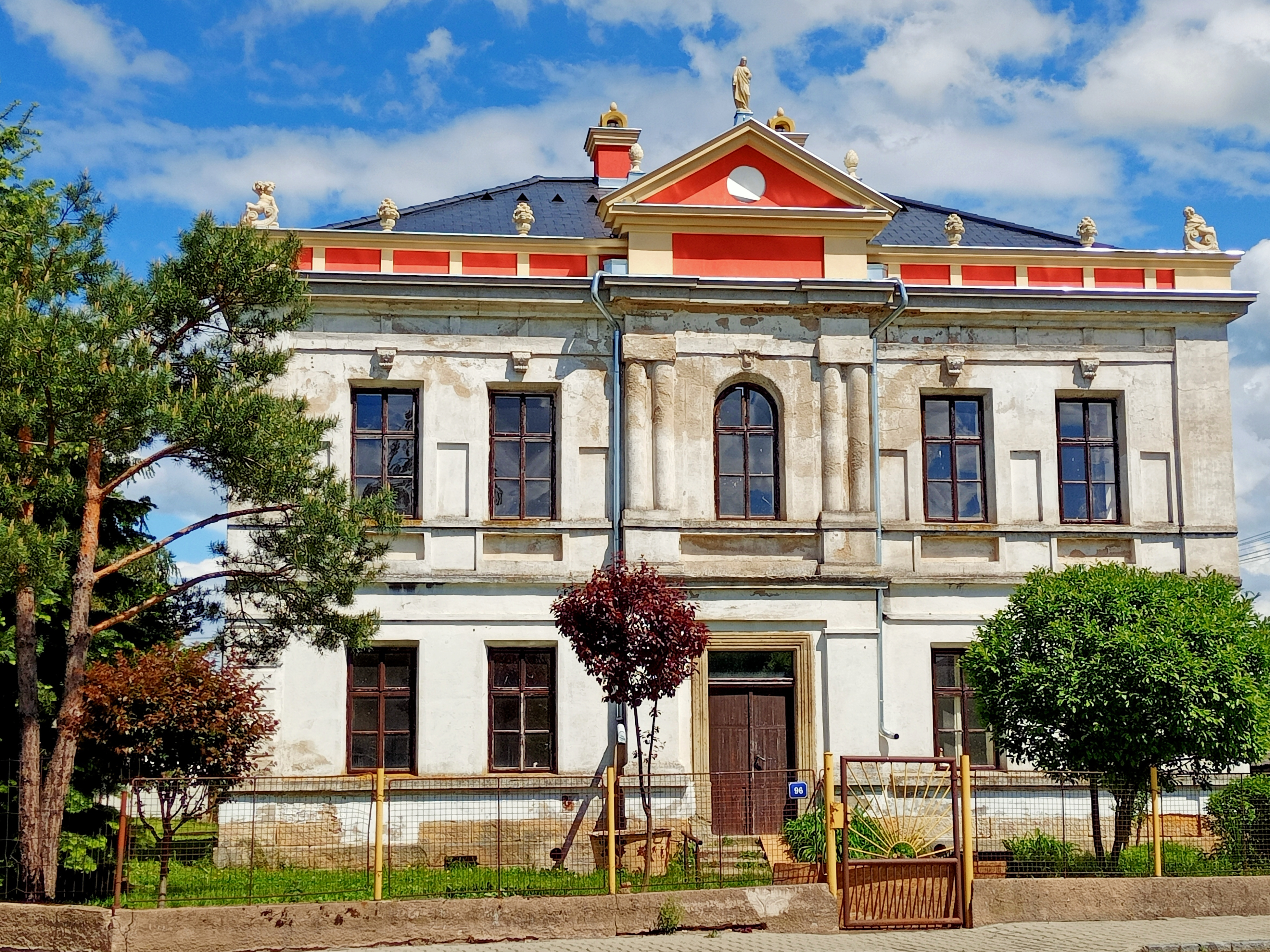
Mlynářská vila ve Starých Ždánicích v roce 2021

Mlynářská vila ve Starých Ždánicích byla postavena mlynářem Václavem Prokešem roku 1877, kdy do Ždánic přišel rod Prokešů a na spáleništi starého mlýna postavil roku 1860 mlýn nový, již zděný a kamenný. Jako nejmovitější rodina obce si nedlouho po stavbě mlýna nechala postavit honosnou vilu, tehdy na okraji obce, na rozcestí u křížku. Budova byla postavena v neoklasicistním stylu s dekorativní čelní fasádou a rizalitem se štítem. Rodinnou vilu dědili ždáničtí mlynáři po tři generace. Ke konci 19. století nechal syn Josef Prokeš vystavět přístavbu z pravé strany domu. Než byla v 70. letech zbourána, tak tato část domu sloužila téměř sto let jako pekárna a obchod. Pošta, která byla ve Ždánicích založena v roce 1908, provozovala několik prvních let svůj úřad v pronajatém přízemí domu. V 50. letech byla Prokešovým budova vyvlastněna a adaptována na byty. V roce 1991 vilu v rámci restitucí získali potomci původních majitelů a následně ji prodali. Od roku 2018 prochází postupnou rekonstrukcí a přestavbou.

### Další památky
- Most přes Opatovický kanál
- Barokní socha svatého Jana Nepomuckého z roku 1733
- Socha svatého Marka se lvem na velkém neogotickém podstavci z roku 1878
- Litinový kříž na neogotickém pískovcovém podstavci z roku 1884 (u mlynářské vily)
- Litinový kříž na neogotickém pískovcovém podstavci (u hostince)
- Železná šestimetrová zvonička (u hostince)
- Kubistický památník obětem I. světové války z roku 1921 (v parku na návsi)

## Významné osobnosti
- Jindřich Žilka (1886–1942) československý politik a meziválečný poslanec Národního shromáždění za Republikánskou stranu zemědělského a malorolnického lidu (agrárníky)

## Fotogalerie

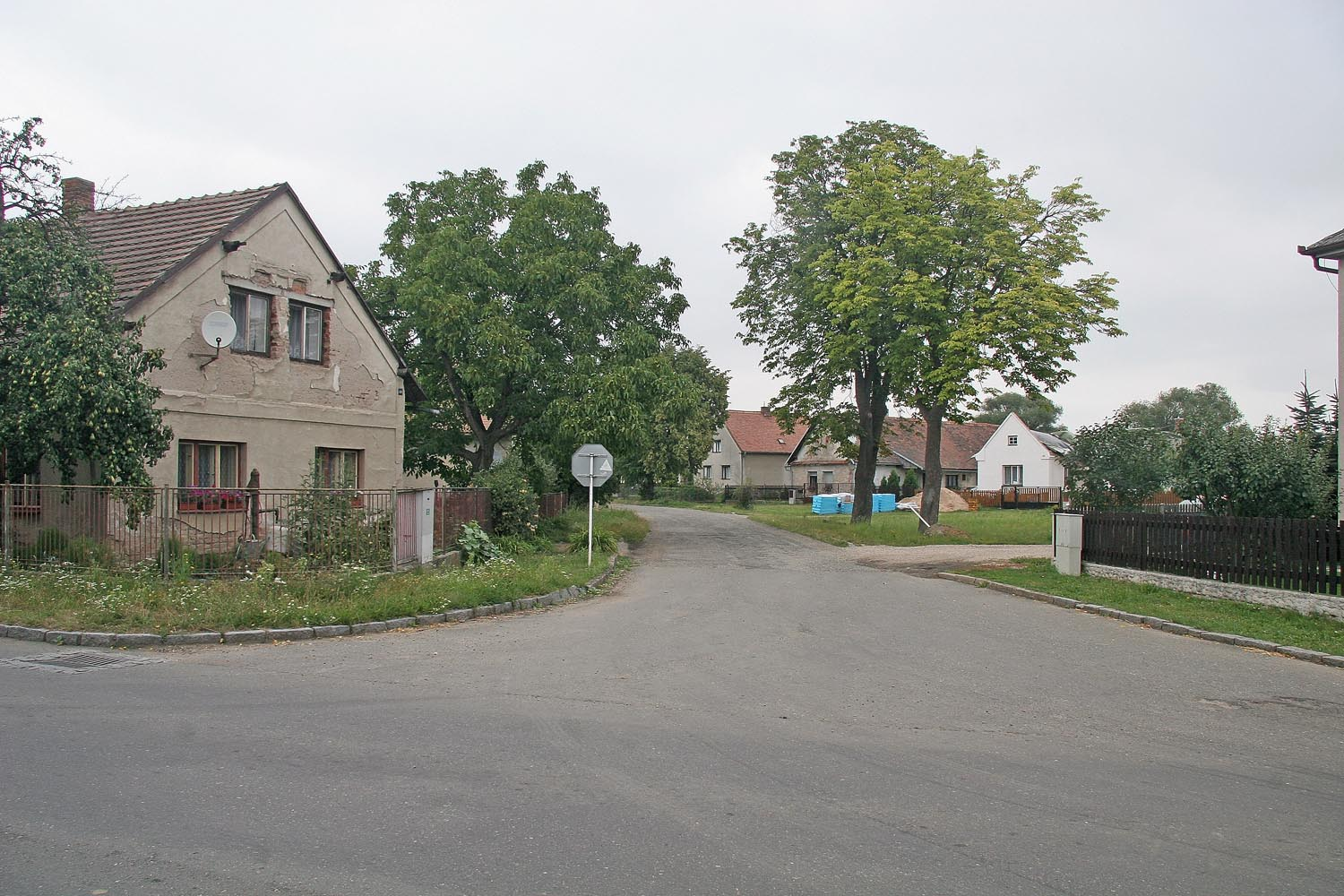
Staré Ždánice
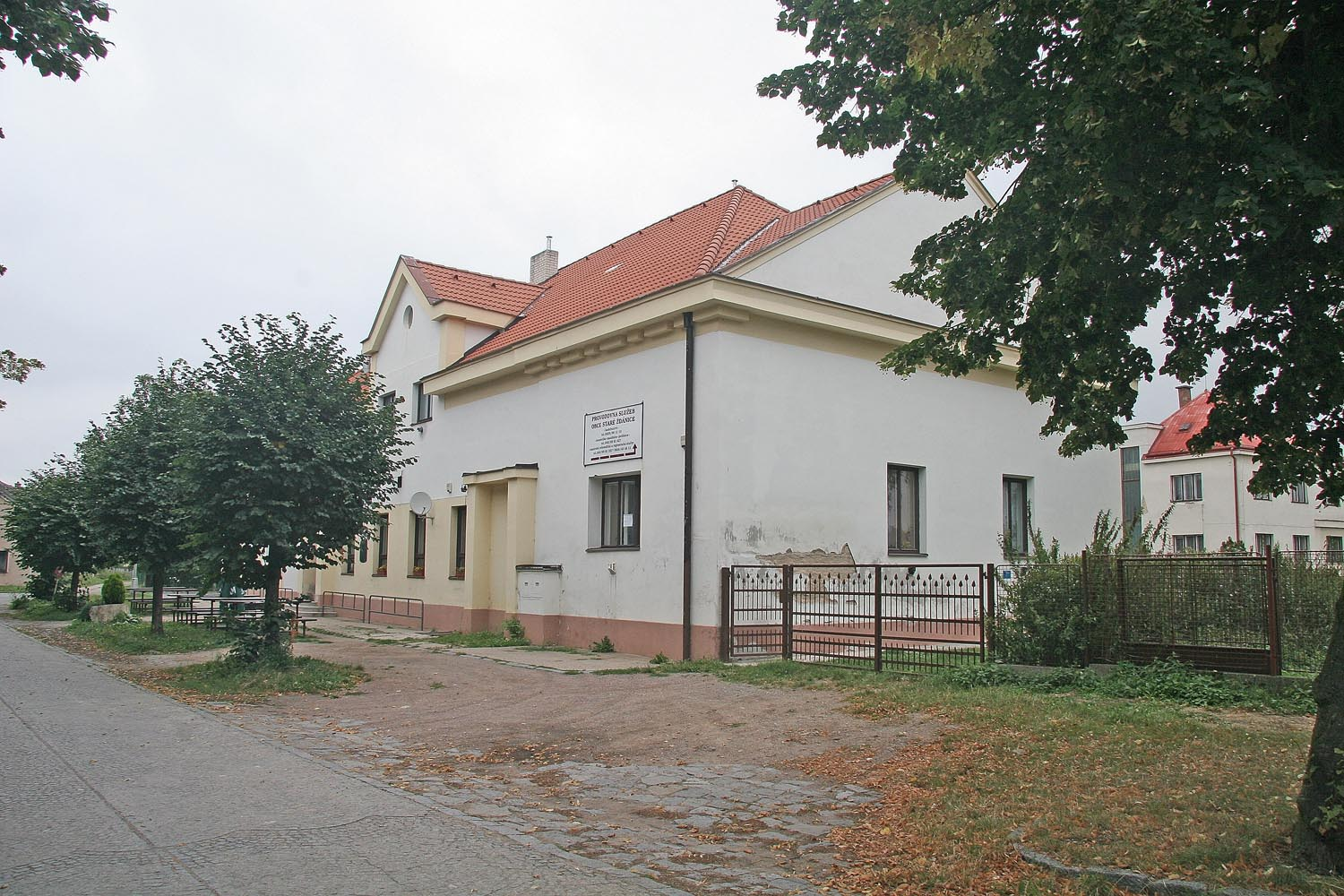
Obecní hostinec ve Starých Ždánicích
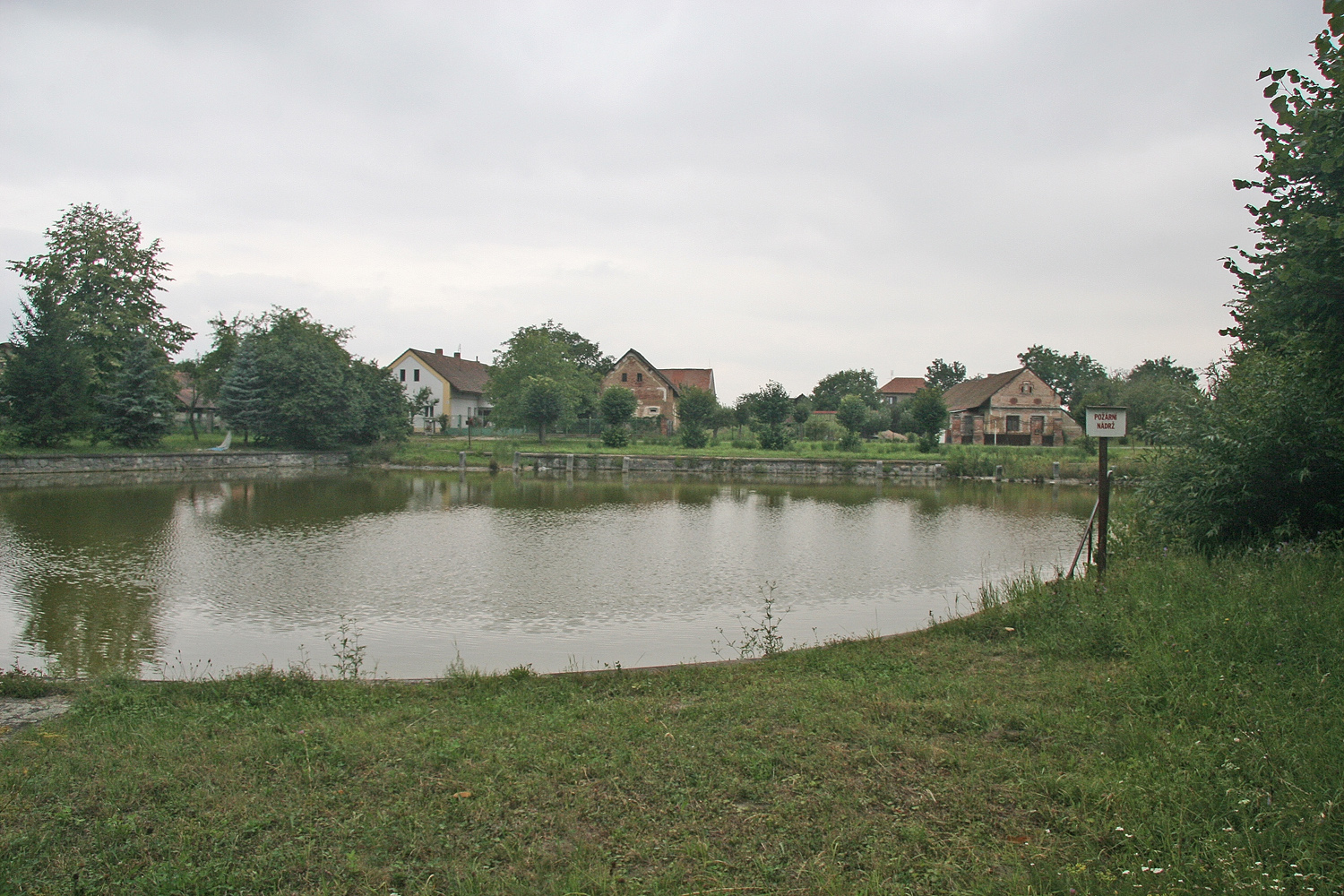
Návesní rybníček ve Starých Ždánicích
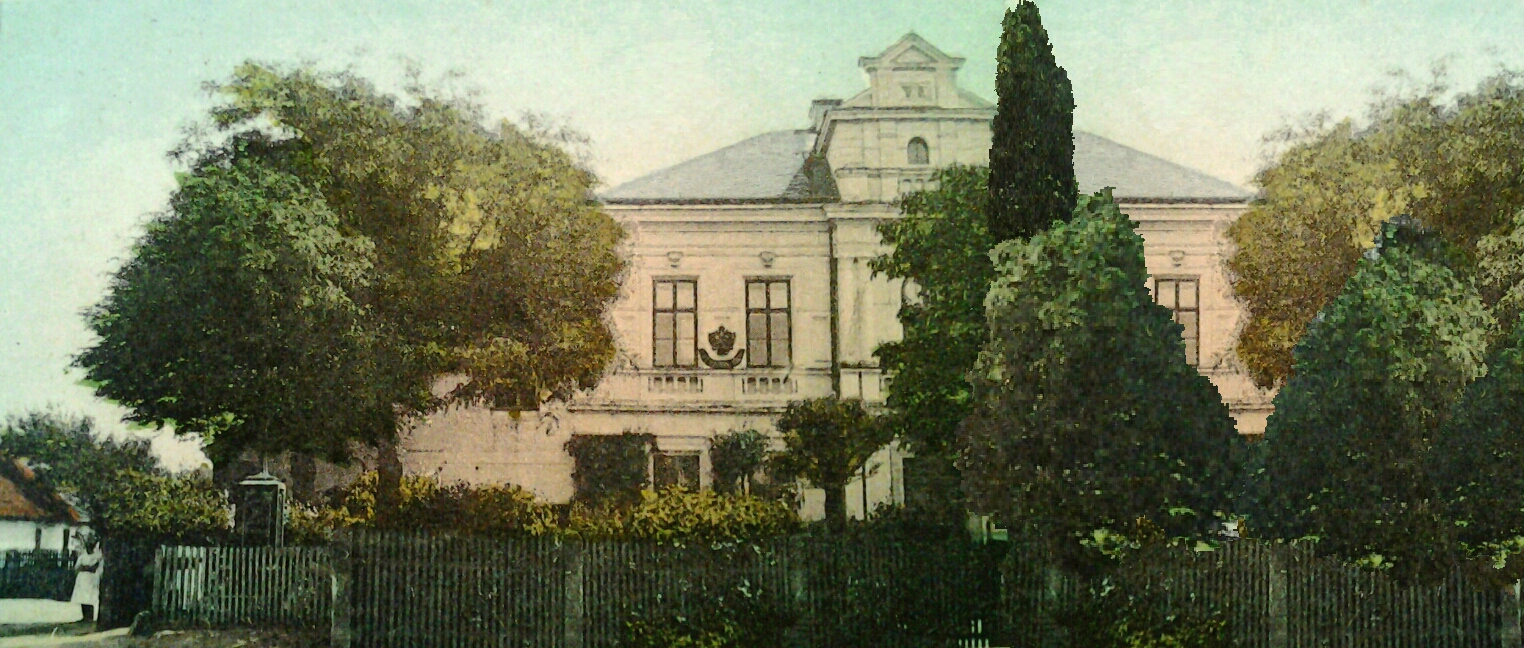
Mlynářská vila ve Starých Ždánicích na dobové pohlednici